# Christopher Jones (cyclisme)
Pour les articles homonymes, voir Christopher Jones et Jones.
Christopher "Chris" Jones, né le 6 août 1979 à Redding, est un coureur cycliste américain, professionnel de 2007 à 2017.

## Biographie
Fin 2014, ses dirigeants annoncent qu'il fera toujours partie de l'effectif de la formation UnitedHealthcare en 2015.
Début 2018, le grimpeur américain de 38 ans annonce qu'il met un terme à sa carrière. Il souhaite se consacrer au cyclotourisme en accompagnant ses clients dans les tours du monde, y compris les sommets alpins.

## Palmarès

### Par année
- 1994
  -  Champion des États-Unis sur route juniors (15-16 ans)
- 2009
  - 4e étape de la Joe Martin Stage Race
- 2010
  - 2e du Tour de Rio
- 2015
  - 3e du The Reading 120
- 2016
  - Killington Stage Race :
    - Classement général
    - 1re et 3e (contre-la-montre) étapes

  - 1re étape du Tour de Millersburg
  - 2e du Tour de Millersburg
- 2017
  - 2e du Tour du Maroc

### Classements mondiaux
| Année            | 2008 | 2009 | 2010 | 2011 | 2012 | 2013 | 2014 | 2015 | 2016 | 2017 |
| ---------------- | ---- | ---- | ---- | ---- | ---- | ---- | ---- | ---- | ---- | ---- |
| UCI Africa Tour  |      |      | 141e |      |      |      |      |      |      | 74e  |
| UCI America Tour | 312e | 192e | 74e  | 373e |      |      | 146e | 174e | 438e | 77e  |
| UCI Asia Tour    |      |      |      | 275e |      |      |      |      | 427e | 528e |
| UCI Europe Tour  |      |      |      |      | 563e |      |      |      |      |      |